# Dicranomyia octacantha
Dicranomyia octacantha là một loài ruồi trong họ Limoniidae. Chúng phân bố ở miền Australasia.